# Pablo Centurión
Pablo Centurión (* 1926; † unbekannt) war ein paraguayischer Fußballspieler, der mit der Nationalmannschaft seines Heimatlandes  an der Weltmeisterschaft 1950 in Brasilien teilnahm.

## Karriere

### Verein
Pablo Centurión begann seine Karriere in Paraguay. Im Weltmeisterschaftsjahr 1950 spielte er bei Cerro Porteño und wurde paraguayischer Meister. 1951 wechselte er nach Kolumbien und schloss sich den Boca Juniors de Cali, mit denen er die Copa Colombia 1951 gewann. Nach sieben Jahren wechselte er zu den Millonarios, mit denen er von 1961 bis 1963 drei Mal in Folge kolumbianischer Meister wurde. Nach einer Station bei Atlético Nacional wurde er in seiner Zeit bei Santa Fe 1966 zum vierten Mal Meister. 1967 beendete der Torwart seine Karriere.

### Nationalmannschaft
Centurión wurde in den Kader Paraguays für die Weltmeisterschaft 1950 berufen, kam jedoch in den beiden Spielen gegen Schweden und Italien nicht zum Einsatz.

## Erfolge
Cerro Porteño
- Paraguayischer Meister: 1950

Boca Juniors de Cali
- Kolumbianischer Pokalsieger: 1951

Millonarios
- Kolumbianischer Meister: 1961, 1962, 1963

Santa Fe
- Kolumbianischer Meister: 1966

## Sonstiges
Sein Enkel Pablo Velázquez ist ebenfalls Fußballprofi und viermaliger Nationalspieler.